# 万彧
万 彧（ばん いく、? - 272年）は、中国三国時代の呉の政治家。字は文彬。『三国志』呉志 三嗣主伝と、その他各伝に分散して記述がある。

## 生涯
万彧は何定や奚熙や陳声や張俶や岑昏らと並び、孫晧の佞臣として有名であったという。
はじめ、呉郡の烏程県令であった。このとき孫晧と仲良くなったという。孫休の死後、朱太后や張布・濮陽興が孫休の遺言に従い、その遺児を擁立しようとしたが、左典軍であった万彧は幼少であることを理由として強硬に反対し、丁奉の賛成を取り付け、孫晧の即位を実現させた。孫晧即位後、王蕃・郭逴・楼玄と共に常侍となった。成り上がり者であったため、清廉なことで知られていた王蕃から軽蔑されているのではと、疑っていたという。
濮陽興と張布らを孫晧に讒言し失脚させた。その後、右丞相となり、宝鼎2年（267年）に巴丘の守備を任されるなど、孫晧から重用された。宮中の責任者として適任な人物像について孫晧に助言し、楼玄を任用させている。成り上がり者であったため多くの人に軽侮されており、陸凱から孫晧の政治を痛烈に批判する上疏をされた時、その中で身分の卑しい小人と断じられている。宝鼎3年（268年）10月、施績が江夏に侵入し、万彧は襄陽を攻撃したが、晋軍は司馬望を龍陂に駐屯させ、後将軍・田章と荊州刺史・胡烈によって万彧は敗れた。
建衡2年（270年）には建業に戻っている。
鳳凰元年（272年）8月、孫晧から譴責されたため、これにショックを受けて憤死した。一説には、建衡3年（271年）に孫晧が一族を引き連れ、突然華里に赴いたことを家臣が慌てて連れ戻した事件が起きた時、丁奉や留平とともに孫晧を見限るような発言をした。それを聞いた孫晧は万彧達を憎むようになり、後日、留平と共に毒酒を飲ませ殺害しようとした。万彧は、毒盛りの下手人が毒の量を減らしていたため死ななかったものの、この処遇にショックを受け自殺してしまったと伝わる。子弟たちは廬陵郡に強制移住となったという。
小説『三国志演義』では、孫晧に諫言したが聞き入れられず、逆に怒りを買い殺された臣下の一人として、名が挙がるのみである。